# 박형균 (1890년)
박형균(朴瀅均, 일본식 이름: 松川瀅均 또는 松川匡開, 1890년 ~ ?)은 일제강점기의 관료이다.

## 생애
1915년에 조선총독부 임시토지조사국에 임시직으로 채용되면서 총독부 관리가 되었다. 같은 해 정식으로 서기보가 되었고, 이듬해에는 서기로 임용되었다.
1918년에 총독부 군기수로 임명되어 함경남도와 함남 함흥군에 차례로 발령받았다. 1924년에는 함흥군 군속이 되었고, 같은 해 북청군으로 이동하였다.
이후 덕원군과 원산부, 영흥군을 거쳐 1933년에는 갑산군 재무주임 겸 전매국속으로 경성전매지국 북청출장소에서 근무하였다. 1934년에 총독부 세무서속이 되어 혜산진세무서장에 임명되었으며, 훈8등 서보장을 수여받았다. 혜산진세무서장으로 재직하던 1935년에 총독부가 시정 25주년을 기념하여 표창한 표창자 명단에 들어 있다.
이후 함흥세무감독국 영흥세무서와 경성세무감독국 청주세무서에서 차례로 재직했다. 청주세무서장이던 1941년을 기준으로 정7위 훈6등에 서위되어 있었다.
2008년 발표된 민족문제연구소의 친일인명사전 수록예정자 명단 중 관료 부문에 포함되었다.

## 참고자료
- 박형균(朴瀅均) - 국사편찬위원회